# قرار مجلس الأمن التابع للأمم المتحدة رقم 1466
قرار مجلس الأمن التابع للأمم المتحدة رقم 1466، المتخذ بالإجماع في 14 آذار / مارس 2003، بعد إعادة التأكيد على جميع القرارات المتعلقة بالحالة بين إريتريا وإثيوبيا، ولا سيما القرار 1434 (2002)، مدد المجلس ولاية بعثة الأمم المتحدة في إثيوبيا وإريتريا حتى 15 سبتمبر 2003.

## القرار

### أعمال
ومدد القرار ولاية بعثة الأمم المتحدة في إثيوبيا وإريتريا بمستوى القوات الحالي البالغ 4200 وفقا للقرار 1320 (2000). وحث كلا الطرفين على الوفاء بالتزاماتهما بموجب اتفاق الجزائر والتنفيذ الكامل لقرارات لجنة الحدود، حيث تم الإعراب عن القلق من عمليات التوغل في الحدود الجنوبية للمنطقة الأمنية المؤقتة. ودُعيت الأطراف كذلك إلى التعاون مع بعثة الأمم المتحدة في إثيوبيا وإريتريا، وحماية موظفي الأمم المتحدة وحريتهم في التنقل، وإنشاء ممر جوي بين عاصمتي أديس أبابا وأسمرة لخفض تكاليف البعثة.
وأكد المجلس قدرة بعثة الأمم المتحدة في إثيوبيا وإريتريا على رصد امتثال إثيوبيا وإريتريا لمسؤولياتهما، ونوه بجهودها في مجال التثقيف وإزالة الألغام. وتم حث الطرفين على مواصلة المناقشات حول عمليات نقل الأراضي، وإبلاغ سكانهما بعملية ترسيم الحدود وعواقبها، والامتناع عن تحركات القوات والسكان من جانب واحد أو إقامة مستوطنات بالقرب من الحدود الإثيوبية - الإريترية. وسيستعرض المجلس التقدم المحرز في تنفيذ الالتزامات والمسؤوليات المذكورة أعلاه وسيحدد أي آثار تترتب على البعثة.
وأعرب القرار عن قلقه إزاء استمرار الجفاف والوضع الإنساني في كلا البلدين ودعا كلا البلدين إلى اتخاذ تدابير لبناء الثقة وإجراءات لتطبيع العلاقات الدبلوماسية بينهما.

## روابط خارجية
- نص القرار في undocs.org